# 倉敷市立庄中学校
倉敷市立庄中学校（くらしきしりつしょうちゅうがっこう）は、岡山県倉敷市上東にある公立中学校。

## 沿革
- 1947年（昭和22年） - 岡山県都窪郡庄村立庄中学校として開校。
- 1971年（昭和46年） - 合併に伴い倉敷市立庄中学校に改称。

## 校章の由来
- 外の枠の六つの突は、「庄」の字をデザイン化したもの。突起は生徒が各方面で伸びる願いを込め、太陽の脚光のイメージになっている。
- 「中」の文字は全体に丸みを持たせ豊かさを表し、中心の縦棒は下がやや長くなっている。

## 校訓
- いきおい・うるおい・まとまり

## 教育目標
平成22年度
- 社会の変化に対応でき心豊かで たくましい生徒の育成
- 誠実さにあふれ 規律正しい生徒
- 責任を果たし 個性を伸ばし合う生徒
- 健康で 活気に満ち 自ら学ぶ意欲をもつ生徒

平成23年度
- 未来を切り拓き個性を伸ばし自ら学ぶ意欲をもつ生徒
- 心情豊かで たくましい生徒の育成
- 規律正しくチャレンジする生徒

- 思いやりの心をもち、健やかな体を育成する生徒

平成24年度
- 生徒一人ひとりの アイデンティティーとプライドを 育てる

## 経営方針
平成22年度
- 愛と信頼を基調として 生徒が意欲に満ち 喜びあふれる学校
- 一人ひとりの人格を尊重し 認め合い 磨き合う学校

## 指導の重点
平成23年度
- 一人一人に学ぶ喜びをもたせ、確かな学力を確立する学習指導
- 心身ともに健全で、規範意識の高い生徒の育成をめざす生活指導
- 個性を活かし、認め合い、高めあう学級経営
- 「生きる力」の育成をめざした学校行事と生徒会活動

## 努力目標
- すすんでする（学習，あいさつ，清掃）
- 大切にする（自分，仲間，時間）
- まもる（約束，規則）

## 研究主題
2011年度
確かな学力を育む指導と評価の工夫

## その他
- 学校周辺は吉備文化として古くから拓けていたので、上東遺跡、楯築遺跡、王墓山古墳など各地に古墳や遺跡が多い。重要文化財に匹敵する遺品も出土していて、中学校にも展示されている。
- 地域の多くの行事にも中学生が役員や選手として参加し、行事を盛り上げている。

## 通学区域が隣接している学校
- 倉敷市立北中学校
- 早島町立早島中学校
- 岡山市立吉備中学校
- 岡山市立高松中学校
- 総社市立総社東中学校